# شهرستان جاودووو
شهرستان جاودووو (به لهستانی: Powiat Działdowo) یک شهرستان در لهستان است که در استان وارمی-ماسوری واقع شده‌است. شهرستان جاودووو ۹۵۳٫۱۸ کیلومتر مربع مساحت و ۶۵٬۱۱۰ نفر جمعیت دارد.